# Matthew Giuffre
Matthew Giuffre (* 8. Juni 1982 in Edmonton) ist ein ehemaliger kanadischer Squashspieler.

## Karriere
Matthew Giuffre spielte von 2002 bis 2010 auf der PSA World Tour und gewann zwei Turniere. Seine höchste Platzierung in der Weltrangliste erreichte er mit Rang 38 im August 2006.
Mit der kanadischen Nationalmannschaft nahm er 2005 und 2007 an der Weltmeisterschaft teil. Für Kanada trat er 2005 bei den World Games an und schied in der ersten Runde in drei Sätzen gegen Peter Nicol aus. Bei den Commonwealth Games 2006 gehörte er ebenfalls zum kanadischen Aufgebot. Im Einzel scheiterte er im Achtelfinale, wiederum an Peter Nicol. Auch im Doppel mit Shawn Delierre und im Mixed mit Runa Reta erreichte er das Achtelfinale. 2007 wurde er kanadischer Vizemeister hinter Shahier Razik.

## Erfolge
- Gewonnene PSA-Titel: 2
- Kanadischer Vizemeister: 2007